# Malbaza (département)
Malbaza est un département de la région de Tahoua au Niger.

## Géographie
Le département frontalier du Nigeria s'étend au sud de la région de Tahoua, sur une superficie de 1 456 km2. 

## Histoire
Le poste administratif de Malbaza instauré en 1964, est installé en 1973. En 2011, il est séparé du département de Birni N’Konni et élevé au statut de département.

## Population
Selon le recensement général de la population et de l'habitat de 2012, le département compte 232 407 habitants. De 2001 à 2012, la population a augmenté en moyenne de 3,6 % par an (pour un accroissement national moyen de : 3,9 %). Elle est composée notamment des Haoussas, Peuls et Touaregs.

## Administration
Le département couvre deux communes rurales : 
- Malbaza
- Doguéraoua

Sur le plan coutumier, il compte un canton et deux groupements : un groupement peulh et un groupement touareg.

## Économie
La cimenterie de Malbaza de l'entreprise Malbaza Cement Campany (MCC SA) exclusivement détenue par des privés nigériens remplace depuis 2019 l’ancienne Société nigérienne de cimenterie (SNC) créée en 1967.